# Загидуллин, Рашид Муллагалиевич
Рашид Муллагалиевич Загидуллин (род. 18 ноября 1964, Губаха, Пермская область, РСФСР, СССР) — российский театральный режиссёр и педагог. Заслуженный деятель искусств Республики Татарстан, Заслуженный артист Российской Федерации, профессор кафедры театрального творчества, главный режиссёр Татарского государственного театра драмы и комедии. Награжден медалью «В память 1000-летия Казани».

## Биография
Рашид Муллагалиевич родился 18 ноября 1964 году в городе Губаха Пермской области.
Свою первую режиссерскую работу он сделал в 1988 году, учась на актёрском отделении Казанского театрального училища, когда руководители курса (Карева Ю.И., Кешнер В.В.) доверили ему постановку одного из дипломных спектаклей по пьесе М. Яблонской «Плюшевая обезьянка в детской кроватке». Затем, он продолжил свой режиссерский опыт на сцене Казанского ТЮЗа и Татарской Государственной филармонии им. Г.Тукая, воплощая на сцене спектакли для детей.
В 1993 году впервые в истории Московского театрального института имени Б.В.Щукина студент-дипломник (ученик прославленного педагога, Профессора, Народного артиста СССР, Симонова Е.Р.) Загидуллин Р.М. был назначен главным режиссером Татарского Государственного театра драмы и комедии им. К. Тинчурина, который он возглавлял вплоть до 2019 года. Под его руководством театр перестал быть передвижным и стал стационарным.
В каждом спектакле Загидуллин Р.М. раскрывает творческие возможности актерского коллектива, находит новые формы постановок в разнообразных жанрах, ищет яркие и выразительные художественные средства, оставаясь при этом режиссером, продолжающим исконные традиции национального  психологического театра. Он увлеченно и с большим успехом ставит эпические и довольно суровые повествования о древней истории татарского народа «Пока течет река Итиль» Н.Фаттаха и «Последняя легенда» М.Маликовой, «Последняя пьеса» К.Тинчурина, гротескная комедия К.Тинчурина  «Страсти по докладу», серьезные и глубокие психологические драмы Т.Миннуллина «Без луны – звезда нам светит», «Сон», «Заблуждение», шутливые комедии «Гайфи бабай, женись давай!» Г.Зайнашевой и «Первая любовь» И.Гали многие многие другие произведения татарских драматургов. Ставя знаменитые любовно-исторические драмы «Легенда о любви» Н.Хикмета, «Угасшие звезды» К.Тинчурина, «Йусуф и Зулейха» Н.Хисамова, режиссер Загидуллин Р.М. сумел создать не только конкретные социально-значимые постановки, а знаковые, общечеловеческие истории о любви легендарных возлюбленных Фархада и Ширин, Сарвар и Исмагиля, Йусуфа и Зулейхи, вошедших в сознание народа, как имена реально существовавших персонажей.
Его спектакли по произведениям русских авторов «Вдовий пароход» И.Грековой, «На дне» и «Мещане» М.Горького, «Сад без земли» Л.Разумовской вызвали неподдельный интерес и любовь зрителей. Особое место в творчестве Загидуллина Р.М. занимают постановки пьес зарубежной классики; это и пышущая весельем, полнокровным игровым началом «Безумный день или Женитьба Фигаро» П.О.Бомарше и фарс Ж.Б.Мольера «Господин де Пурсоньяк»; великие драмы Ф.Г.Лорки «Кровавая свадьба», «Дом Бернарды Альбы», комедия абсурда С.Мрожека «Кароль», трагедия Б.Брехта «Мамаша Кураж и ее дети» и неразгаданная трагедия В.Шекспира «Гамлет. Сцены». Режиссер Загидуллин Р.М. создал новаторские, концептуальные спектакли, одновременно яркие и театральные, с применением разных и неожиданных художественных средств и возможностей решения сценического пространства в татарском театре.
На сцене татарского театра  Загидуллин Р.М.  начал первым успешно ставить литературно-музыкальные спектакли.  Воплощенные им музыкально-поэтические драмы «Любите жизнь» и «Дороги судьбы» по произведениям Г.Тукая и Р.Валеева, драмы «Мы дети сорок первого года» Р.Магдеева и «Воспоминания барышни Гуляндам» А.Еники  раскрыли  новые возможности сценического прочтения национальной классической литературы.
Отдельно нужно отметить его смелые и интересные музыкальные  постановки; «Женихи» Х.Вахита, «Эх, яблоньки мои»  Ш.Фархутдинова, «Привередливый жених» К.Тинчурина, «Проделки Гулшаян» М.Амира и большое количество музыкальных сказок,  в которых  всегда  великолепно переплетается музыкальный и литературный материалы становясь единым целым.  А спектакль по пьесе Т.Гиззата «Башмачки» был поставлен Загидуллиным Р.М. в двух совершенно разных музыкальных жанрах: первый раз как классическая оперетта, а через десять лет эта же пьеса впервые ставится в жанре джазового мюзикла. Это говорит о том что  Загидуллин Р.М. никогда не повторяется и  всегда ищет и находит новое прочтение материалу с которым он сталкивался ранее.
Загидуллин Р.М. единственный режиссер в Республике, который в  2011 году, первым в истории турецко-татарстанских отношений,  с большим успехом ставит музыкальную трагедию К. Тинчурина «Угасшие звезды»  на сцене государственного  драматического театра «Кüçük tiuatro» г. Анкара, где герои татарской классики начали петь и говорить на турецком языке.
За свою творческую деятельность Загидуллин Р.М. на разных театральных площадках осуществил более 80 постановок.
Профессор кафедры театрального творчества КазГИК и КТУ Загидуллин Р.М. имеет большой педагогический стаж. В течение 26 лет, в разное время, он  был художественным руководителем актерских и режиссерских курсов. Дипломные спектакли студентов Загидуллина Р.М. всегда отличались сложностью и высоким профессионализмом. Спектакли по пьесам Ф. Лорки «Кровавая свадьба», И.Варыпаева «Сны», Е.Гловацкого «Замарашка» и др. были отмечены в числе лучших на разных студенческих театральных фестивалях. Сегодня многие из  учеников Загидуллина Р.М. уже имеют почетные звания и с большим успехом продолжают дело своего наставника на  театральных площадках страны.
Загидуллин Р.М. имеет достаточно богатый опыт написания литературных работ, из-под его пера появились на свет несколько десятков пьес, переводов и инсценировок, которые с большим успехом идут на сцене театров.
Загидуллин Р.М. является активным участником Всероссийских конференций и лабораторий по вопросам развития театрального искусства России.
Огромное внимание Загидуллин Р.М. уделяет восстановлению ранее разрушенных творческих связей. По его инициативе и при его непосредственном участии расширяется и усиливается гастрольная деятельность театра в  Республике Татарстан и  Российской Федерации, а также за рубежом. География гастролей театра за последние  годы активно расширяется: Челябинск, Екатеринбург, Санкт-Петербург, Москва, Анталия, Анкара, Стамбул, Брюссель, Бонн, Брюгге, — вот далеко неполный перечень городов, где побывал театр за последние годы. Все гастроли проходят при полных залах и на высоком профессиональном уровне, что всегда вызывает особые слова благодарности в адрес режиссера Загидуллина Р.М.

## Общественная позиция
В марте 2014 года поддержал аннексию Крыма, подписал письмо президенту России Владимиру Путину в поддержку аннексии.

## Постановки
Татарская государственная филармония им.Г.Тукая:
Музыкальные сказки при участии Государственного симфонического оркестра Татарстана.
- 1988 — Г.Тукай «Шурале», А.Линдгрен «Малыш и Карлсон»,  Р.Загидуллин  «Булат-батыр».
- 1989 — Р.Киплинг «Маугли», Ш. Перро «Спящая красавица»,      Братья Гримм «Белоснежка и семь гномов».
- 1990 — П.Ершов «Конек–горбунок», Братья Гримм «Как Ганс-дурак за страхом ходил», Ш.Перро «Кот в сапогах».

Казанский ТЮЗ:
- 1990 — М.Бартенев «Заячье сердце» (сказка)
- 1991 — М.Бартенев «Волшебная лампа Аладдина» (сказка)

Казанский академический русский большой драматический театр им. В.И. Качалова:
- 1992 — П.Бажов «Синюшкин колодец» (сказка)

ГБУ «Татарский государственный театр драмы и комедии им.К.Тинчурина»:
- 1992 — К.Тинчурин «Долг платежом красен» (комедия)
- 1993 — Э.Ягудин «Ода любви» (мелодрама)
- 1993 — Н.Фаттах «Пока течет река Итиль» (исторический эпос)
- 1993 — Ш.Фархутдинов «Сказка о сказке» (музыкальная сказка)
- 1994 — Х.Вахит «Женихи» (музыкальная комедия)
- 1994 — Р.Хамид «Воздравие» (комедия)
- 1994 — Н.Гаетбаев «Безумная ночь или кто там в шкафу?» (комедия)
- 1994 — И.Грекова «Вдовий пароход» (драма)
- 1994 — Р.Сагди «Счастье Бахадура» (музыкальная сказка)
- 1995 — П.О.Бомарше «Безумный день или Женитьба Фигаро» (комедия)
- 1995 — Ш.Фархутдинов «Звездный дождь» (музыкальная комедия)
- 1995 — Б.Рацер, В.Константинов «Женитьба по объявлению» (комедия)
- 1995 — Р.Сагди «Новые друзья Бахадура» (музыкальная сказка)
- 1996 — Г.Зайнашева «Гайфи бабай, женись давай» (комедия)
- 1996 — К.Тинчурин «Привередливый жених» (музыкальная комедия)
- 1996 — И.Разумовская «Сад без земли» (драма)
- 1997 — Г.Зайнашева «Для тебя души не жаль» (комедия)
- 1997 — Х.Тухфатуллов «Береги любовь» (мелодрама)
- 1997 — Ш.Фархутдинов «Ворчун» (музыкальная сказка)
- 1998 — Ш.Фархутдинов «Али баба и три разбойника» (музыкальная сказка)
- 1998 — Р.Солнцев «Дорогие мои старики» (комедия)
- 1998 — Х.Вахит «Снова о любви» (мелодрама)
- 1999 — С.Шакуров «Влюбленный старик» (комедия)
- 1999 — К.Тинчурин «Угасшие звезды» (музыкальная трагедия)
- 1999 — Т.Гиззат «Башмачки» (оперетта)
- 1999 — Ж.Б.Мольер «Господин де Пурсоньяк» (комедия)
- 2000 — Б.Брехт «Мамаша Кураж и ее дети» (трагикомедия)
- 2000 — Р.Сагди «Весенние причуды» (комедия)
- 2000 — Н.Гаетбаев «Как выйти замуж?» (комедия)
- 2000 — Ш.Фархутдинов «Саламторхан или цветок счастья»(муз. сказка)
- 2001 — Ф.Буляков «Почему девчонки плачут?» (мелодрама)
- 2001 — Т.Миннуллин «Заблуждение» (драма)
- 2001 — Н.Исанбет «Ходжа Насретдин» (комедия)
- 2002 — Ш.Фархутдинов «Сказочные приключения солдата» (муз. сказка)
- 2002 — Р.Батулла «Небылица в лицах» (водевиль)
- 2003 — Л.Валиев «Парижский парень Альфанис» (комедия)
- 2003 — К.Тинчурин «Доклад с приключениями» (комедия)
- 2003 — М.Гилязов «Близнецы и Нафиса» (комедия)
- 2004 — Т.Миннуллин «Без луны – звезда нам светит» (мелодрама)
- 2004 — М.Горький «На дне» (драма)
- 2005 — Н.Хикмет «Легенда о любви» (трагедия)
- 2005 — М.Амир «Гульшаян» (комедия)
- 2005 — Е.Шварц «Два клёна» (сказка)
- 2006 — Н.Гиматдинова «Одна капля любви» (мелодрама)
- 2006 — Д.Салихов «Театр встреч и знакомств» (комедия)
- 2006 — Ю.Аминов «Недотёпа  Гулюза» (комедия)
- 2007 — К.Тинчурин «Американец» (комедия)
- 2007 — Ш.Фархутдинов «Что такое Новый год?» (муз. сказка)

Татарский государственный ансамбль песни и танца РТ:
- 2007 – Ш.Фархутдинов «Семь жемчужин любви» (легенда)

Татарский государственный академический театр им. Г.Камала:
- 2008 – М.Горький «Мещане» (драма)

ГБУ «Татарский государственный театр драмы и комедии им.К.Тинчурина»:
- 2008 — Ф.Г. Лорка «Дом Бернарды Альбы» (трагедия)
- 2008 — Ш.Фархутдинов, Р.Загидуллин «С праздником девушки» (комедия)
- 2008 — Х. Вахит «Женихи» (музыкальная комедия)
- 2008 — Т.Миннуллин «Бесшабашная юность моя» (комедия)
- 2009 — Г.Тукай «Любите жизнь!» (поэтическая драма)
- 2009 — К.Тинчурин «Берегись, не взорвись!» (комедия)
- 2009 — Ш.Фархутдинов, Р.Загидуллин «Лестница любви» (комедия)
- 2010 — М.Карим «Страна Айгуль» (романтическая драма)
- 2010 — Ш.Камал «Хаджи эфенди женится» (комедия)
- 2010 — Ш.Фархутдинов «Шурале online» (музыкальная сказка)

Турецкий Государственный Малый драматический театр (Кучук театро) Анкара:
- 2011 — К.Тинчурин «Угасшие звезды» (музыкальная трегедия)

ГБУ «Татарский государственный театр драмы и комедии им.К.Тинчурина»:
- 2011 — Х.Ибрагимов «Ночь горит в костре» (мелодрама),
- 2011 — X.Вахит «Женихи» (музыкальная комедия),
- 2012 — Т.Миннуллин «Сон» (драма),
- 2012 — М.Магдеев «Мы дети сорок первого года» (литературная драма),
- 2012 — Н.Хисамов «Йусуф и Зулейха» (легенда),
- 2012 — Р.Валеев «Дороги судьбы» (музыкально-поэтическая драма),
- 2013 — К.Тинчурин «Угасшие звёзды» (музыкальная драма)
- 2013 — В.Шекспир «Гамлет» (трагедия)
- 2013 — Ш.Фархетдинов, Р.Загидуллин «Золотая осень» (комедия)
- 2014 — М.Маликова «Последняя легенда. Сююмбика» (трагедия)
- 2014 — К.Тинчурин «Привередливый жених» (музыкальная комедия)
- 2014 — Ф.Яруллин «Одна встреча — это целая жизнь» (музыкальная комедия)
- 2015 — Ф.Г.Лорка «Несбывшиеся мечты» (трагедия)
- 2015 — Ш.Фархутдинов «Эх, яблоньки мои» (музыкальная комедия)
- 2016 — С.Мрожек «Кароль» (комедия абсурда)
- 2016 — И.Гали «Первая любовь» (комедия)
- 2016 — А.Гилязев «Соловушка с шелковым пояском» (мелодрама)
- 2017 — К.Тинчурин «Последняя пьеса» (драма)
- 2018 — М.Амир «Проделки Гульшаян» (комедия-буфф)
- 2018 — И.Гали. «Я всю жизнь тебя жду» (мелодрама)
- 2018 — Т.Миннуллин «Это так! Да нет, вот так!» (музыкальная комедия)
- 2018 — А.Еники «Воспоминания барышни Гулэндам» (мелодрама)
- 2019 — Т.Гиззат «Башмачки-jazz» (мюзикл)

Волгоградский театр НЭТ:
- 2020 — Ж.Б. Мольер «Проделки Скапена» (комедия)

ГБУ «Созвездие-Йолдызлык»:
- 2021 — Е. Крайнова-Аржакова «Свет далекой звезды» (притча)[9]
- 2023 — Р. Валеев «Девушки-красавицы» (мюзикл)[10]

Таганрогский ордена «Знак почёта» театр им. А.П. Чехова:
- 2022 — Э. Скарпетта «Голодранцы или аристократы» (комедия)[11]
- 2023 — В. Ольшанский «Джек» (сентиментальная комедия)[12]
- 2023 — Ю. Ким «Три Ивана» (музыкальная сказка)[13]
- 2023 — А. Толстой «Касатка» (меланхолическая комедия)[14]

#### Спектакли, поставленные в учебных заведениях
Казанский Государственный Университет Культуры и Искусств:
- 1996 — Ш.Фархутдинов «Золотое яблоко» (музыкальная сказка)
- 1997 — Т.Миннуллин «Клятва по-студенчески» (музыкальная комедия)
- 1997 — Ф.Г.Лорка «Кровавая свадьба» (трагедия)
- 2008 — Е.Гловацкий «Замарашка» (драма)
- 2009 — А.Чехов «Два рассказа» (комедия)
- 2010 — И. Вырыпаев «Сны» (драма)
- 2010 — Л. Кэрролл «Алиса в стране чудес» (музыкальная сказка)
- 2017 — Ф.Буляков «Почему девчонки плачут?» (мелодрама)

Казанское Театральное Училище:
- 2001 — В.Шекспир «Отелло»  (трагедия)
- 2008 — Х. Вахит «Женихи» (музыкальная комедия)

## Признание и награды
- Заслуженный артист Российской Федерации (2008 год)
- Заслуженный деятель искусств Республики Татарстан (1998 год)
- Медаль «В память 1000-летия Казани» (2005 год)
- Участник энциклопедического издания «Гордость города Казани» (2005 год)